# Hans Sitt

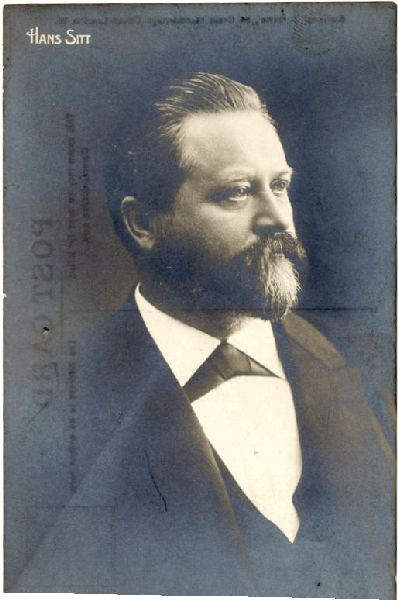
Hans Sitt.

Jan Hanuš Sitt, beter bekend als Hans Sitt (21 september 1850, Praag - 10 maart 1922, Leipzig) was een Tsjechisch violist, componist en dirigent.
Hij studeerde aan het conservatorium in Praag en werkte als concertmeester in (onder andere) Breslau en Praag. Ook was hij dirigent in Praag, Chemnitz en Nice. Vanaf 1884 was hij in Leipzig actief in het openbare muziekleven.
Zijn werken zijn overwegend voor viool en altviool en omvatten concerten (grote concerten en concertino's), kamermuziek, solostukken, maar ook didactische werken, zoals de Practische Violaschule. Sitt is ook bekend als de orkestrator van de Vier Noorse dansen van Edvard Grieg.